# Vahl-lès-Faulquemont
Vahl-lès-Faulquemont (fràncic lorenès Wahl) és un municipi francès situat al departament del Mosel·la i a la regió del Gran Est. L'any 2007 tenia 266 habitants.

## Demografia

### Població
El 2007 la població de fet de Vahl-lès-Faulquemont era de 266 persones. Hi havia 103 famílies, de les quals 22 eren unipersonals (9 homes vivint sols i 13 dones vivint soles), 34 parelles sense fills, 43 parelles amb fills i 4 famílies monoparentals amb fills.
La població ha evolucionat segons el següent gràfic:
Habitants censats

### Habitatges
El 2007 hi havia 110 habitatges, 103 eren l'habitatge principal de la família, 1 era una segona residència i 7 estaven desocupats. 103 eren cases i 7 eren apartaments. Dels 103 habitatges principals, 83 estaven ocupats pels seus propietaris, 13 estaven llogats i ocupats pels llogaters i 6 estaven cedits a títol gratuït; 2 tenien dues cambres, 5 en tenien tres, 27 en tenien quatre i 68 en tenien cinc o més. 86 habitatges disposaven pel capbaix d'una plaça de pàrquing. A 34 habitatges hi havia un automòbil i a 53 n'hi havia dos o més.

### Piràmide de població
La piràmide de població per edats i sexe el 2009 era:
| Homes | Edats   | Dones |
| ----- | ------- | ----- |
| 0     | 95 o +  | 0     |
| 0     | 90 a 94 | 0     |
| 0     | 85 a 89 | 0     |
| 0     | 80 a 84 | 4     |
| 4     | 75 a 79 | 8     |
| 8     | 70 a 74 | 16    |
| 4     | 65 a 69 | 0     |
| 12    | 60 a 64 | 12    |
| 4     | 55 a 59 | 4     |
| 4     | 50 a 54 | 8     |
| 8     | 45 a 49 | 8     |
| 8     | 40 a 44 | 4     |
| 8     | 35 a 39 | 8     |
| 4     | 30 a 34 | 8     |
| 0     | 25 a 29 | 4     |
| 8     | 20 a 24 | 16    |
| 0     | 15 a 19 | 20    |
| 12    | 10 a 14 | 4     |
| 8     | 5 a 9   | 8     |
| 0     | 0 a 4   | 12    |

## Economia
El 2007 la població en edat de treballar era de 174 persones, 123 eren actives i 51 eren inactives. De les 123 persones actives 110 estaven ocupades (60 homes i 50 dones) i 12 estaven aturades (5 homes i 7 dones). De les 51 persones inactives 16 estaven jubilades, 17 estaven estudiant i 18 estaven classificades com a «altres inactius».

### Ingressos
El 2009 a Vahl-lès-Faulquemont hi havia 104 unitats fiscals que integraven 250,5 persones, la mediana anual d'ingressos fiscals per persona era de 17.574 €.

### Activitats econòmiques
L'any 2000 a Vahl-lès-Faulquemont hi havia 6 explotacions agrícoles.

## Equipaments sanitaris i escolars
El 2009 hi havia una escola elemental.

## Poblacions més properes
El següent diagrama mostra les poblacions més properes.